# Jardinópolis
Jardinópolis este un oraș în Santa Catarina (SC), Brazilia.